# Richard Page
Richard Page (Keokuk, Iowa; 16 de mayo de 1953) es un músico estadounidense, popular por ser el líder de la agrupación Mr. Mister y por grabar algunos álbumes como solista. También ha colaborado en proyectos de artistas y bandas como Kenny Loggins, REO Speedwagon, Sammy Hagar, Mötley Crüe y Toto.

## Discografía

### Con Pages
- 1978: Pages
- 1979: Future Street
- 1981: Pages

### Con Third Matinee
- 1994: Meanwhile

### En Solo
- 1996: Shelter Me
- 2010: Peculiar Life
- 2011: Solo Acoustic (DVD/CD)
- 2012: Songs from the Sketchbook
- 2015: Goin' South